# Окрайник
Окрайник (пол. Okrajnik) — село в Польщі, у гміні Ленкавиця Живецького повіту Сілезького воєводства.
Населення — 751 особа (2011).
У 1975-1998 роках село належало до Бельського воєводства.

## Демографія
Демографічна структура станом на 31 березня 2011 року:
|          | Загалом | Допрацездатний вік | Працездатний вік | Постпрацездатний вік |
| -------- | ------- | ------------------ | ---------------- | -------------------- |
| Чоловіки | 373     | 88                 | 241              | 44                   |
| Жінки    | 378     | 82                 | 211              | 85                   |
| Разом    | 751     | 170                | 452              | 129                  |